# Claws
Claws es una serie de televisión dramática estadounidense que se estrenó en TNT el 11 de junio de 2017. El 13 de diciembre de 2016, se ordena una primera temporada de 10 episodios y originalmente se pensó como una comedia de media hora para HBO. Localizada en Palmetto (Florida), la serie se rueda mayoritariamente en Nueva Orleans. El 12 de julio de 2017, TNT renovó la serie para una segunda temporada, que se estrenó el 10 de junio de 2018.
El 2 de julio de 2018, TNT renovó la serie para una tercera temporada.

## Argumento
Cinco manicaturistas en el salon Nail Artisan en el Condado de Manatee (Florida) se introducen en el mundo, tradicionalmente masculino, del crimen organizado cuando comienzan a lavar dinero para una clínica del dolor cercana.

## Reparto
- Niecy Nash como Desna Simms, el dueña del salon Nail Artisan, un local de manicura en el Condado de Manatee (Florida). Tiene la esperanza de poseer un mejor salon y planea conseguirlo a través del dinero que lava. Mantiene una relación con Roller, pero cuándo él se queda con algunos de sus ingresos, intenta matarle e inesperadamente recibe la ayuda de Virginia en el asesinato. Más tarde se revel que Desna y su hermano Dean pasaron sus infancias con abusivos padres adoptivos.
- Carrie Preston como Polly, una pelirroja de Carolina del Sur y una artista profesional que pasó tiempo en prisión por timar a unos ancianos. Es ferozmente protectora con Desna, quién parece para ser la única influencia positiva en su vida.
- Judy Reyes como Quiet Ann, la guardiana y portera del salon. Es abiertamente lesbiana.
- Karrueche Tran como Virginia Loc, una prostituta de Uncle Daddy que contrata Desna para reemplazar temporalmente a Polly durante su estancia en prisión. Al comienzo de la serie, Virginia no formaba parte del círculo de confianza de Desna.
- Jenn Lyon como Jennifer Husser, la mejor amiga de Desna y mujer de Bryce. Tiene dos hijas. Habiendo perdido a unos cuantos parientes por las consecuencias del crimen organizado, es una firme opositora a que Bryce no forme parte del negocio criminal de su familia.
- Jack Kesy como Roller Husser, sobrino de Clay y un poderoso traficante de drogas cuya muerte en el primer episodio crea un conflicto entre los Husser y el salon de Desna. Finalmente se revela que está vivo, habiendo sido encarcelado por una mujer como su esclavo de sexual.
- Kevin Rankin como Bryce Husser, el marido de Jennifer y hermano de Roller, que se une a la Mafie Dixie para conseguir justicia por la muerte de Roller.
- Jason Antoon como Dr. Ken Brickman, un oscuro farmacéutico que maneja uno de los centros distribuidores de drogas de la Mafia. Adolece insensibilidad emocional que proviene de su matrimonio fallido.
- Harold Perrineau como Dean Simms, hermano autista de Desna, al cual cuida.
- Dean Norris como Uncle Daddy/Clay Husser, tío de Bryce y Roller y ruda cabeza visible de la familia criminal Husser.

## Recepción

### Recepción crítica
La primera temporada de Claws recibió críticas positivas mayoritariamente. En el sitio web Rotten Tomatoes la serie tiene un índice de aprobación del 75% basado en 24 críticas. En Metacritic, la serie tiene una puntuación de 63 sobre 100, basado en 19 críticos, indicando "generalmente críticas favorables". Variety describió la serie muy cautivadora estéticamente pero con una débil historia.